# Domenico Gagini

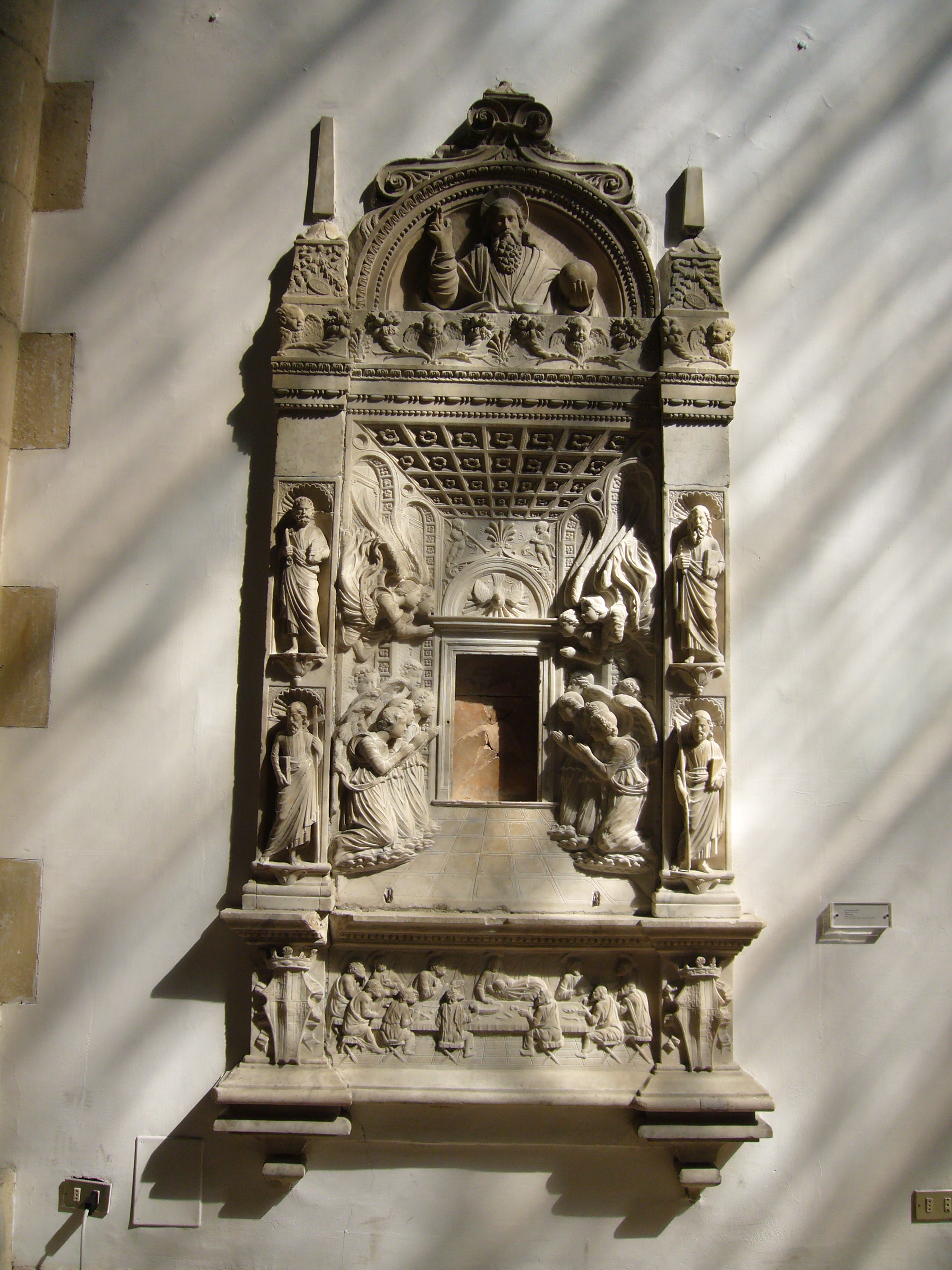
Tarbernáculo esculpido por Domenico Gagini, Nápoles.

Domenico Gagini o Gaggini (ca. 1420, Bissone, Ticino, Suiza - Palermo, Sicilia, 1492) fue un escultor italiano que representa el tránsito del Gótico internacional al Humanismo. 
Los Gagini fueron una familia de escultores, pintores y arquitectos que trabajaron hacia finales de la Edad Media y el Renacimiento. El primer registro que se conserva corresponde al abuelo de Domenico, Beltrame Gagini, en la ciudad de Génova a principios del siglo XV, y sus tres hijos, Pietro, Giovanni y Pace.
Domenico Gagini fue el primer escultor de la familia que logró fama internacional. No se tiene documentación de su formación pero Vasari refiere que fue discípulo en Florencia de Brunelleschi (1377-1446). Su estancia en Florencia tuvo lugar probablemente entre 1444 y 1446. Durante este periodo tuvo la oportunidad de conocer la obra de Donatello (1386-1466), y sobre todo, la de Lorenzo Ghiberti cuyo estilo era más cercano a sus intereses artísticos. Regresó a Génova en 1447, donde trabajó en las esculturas del Duomo (cúpula) de la catedral de San Juan Bautista. 

## Etapa en Nápoles
Alrededor de 1457 se encuentra en Nápoles bajo la dirección del artista Francesco Laurana, con quien trabajó en las esculturas del Castel Nuovo que mostraron la influencia del Renacimiento en el sur de Italia. En 1452 comenzó la obra del arco triunfal de Alfonso V de Aragón (1457-1458), donde realizó la talla de La templanza para el grupo de las Virtudes cardinales de la fachada. La capilla palatina, hoy Museo Cívico de Nápoles, también conserva obras del maestro. Luego de la muerte del monarca aragonés, Gagini se trasladó a la isla de Sicilia. De su etapa napolitana destaca la talla en mármol Santa Bárbara como alegoría de la fe.

## Trabajo en Sicilia
En 1459 llega a Palermo, Sicilia donde abrió un taller propio que más tarde quedaría a cargo de sus familiares Antonello y Antonio. En aquella ciudad recibió el título de "Mastru Duminicu marmuraru".
Uno de los trabajos más notables de Domenico Gagini es la decoración del coro en la Catedral de Palermo, con figuras de gran realismo. Entre 1463 y 1480 realizó el Monumento de Antonio Speciale en la Iglesia de San Francisco de Asís y la Capilla de Santa Cristina en la Catedral de Palermo.
Gagini murió en Palermo en septiembre de 1492 y fue sepultado en la Iglesia de San Giacomo della Marina.